# Eleições legislativas portuguesas de 2025 no distrito de Leiria
| Eleições legislativas portuguesas de 2025 Distritos: Aveiro \| Beja \| Braga \| Bragança \| Castelo Branco \| Coimbra \| Évora \| Faro \| Guarda \| Leiria \| Lisboa \| Portalegre \| Porto \| Santarém \| Setúbal \| Viana do Castelo \| Vila Real \| Viseu \| Açores \| Madeira \| Estrangeiro |

## Resultados por concelho
Os resultados nos concelhos do Distrito de Leiria foram os seguintes:

### Alcobaça
| Partido                 | Partido                                  | Votos  | %               | +/-     |
| ----------------------- | ---------------------------------------- | ------ | --------------- | ------- |
|                         | AD - Coligação PSD/CDS                   | 12 231 | 37,64 / 100,00  | 1,18    |
|                         | Chega                                    | 7 490  | 23,05 / 100,00  | 3,80    |
|                         | Partido Socialista                       | 6 341  | 19,51 / 100,00  | 3,54    |
|                         | Iniciativa Liberal                       | 1 976  | 6,08 / 100,00   | 0,31    |
|                         | Livre                                    | 1 040  | 3,20 / 100,00   | 0,86    |
|                         | Alternativa Democrática Nacional         | 670    | 2,06 / 100,00   | 0,36    |
|                         | Coligação Democrática Unitária (PCP-PEV) | 570    | 1,75 / 100,00   | 0,29    |
|                         | Bloco de Esquerda                        | 553    | 1,70 / 100,00   | 2,10    |
|                         | Pessoas–Animais–Natureza                 | 336    | 1,03 / 100,00   | 0,35    |
|                         | Outros (com menos de 1,00%)              | 287    | 0,88 / 100,00   |         |
| Votos Inválidos         | Votos Inválidos                          | 999    | 3,07 / 100,00   | Estável |
| Total                   | Total                                    | 32 493 | 100,00 / 100,00 |         |
| Eleitorado/Participação | Eleitorado/Participação                  | 48 861 | 66,50 / 100,00  | 1,96    |

| Freguesia              | %     | %     | %     | %    | %    | %    | %    | %    | %    | Votantes | Taxa de Participação |
| Freguesia              | AD    | CH    | PS    | IL   | L    | ADN  | CDU  | BE   | PAN  | Votantes | Taxa de Participação |
| ---------------------- | ----- | ----- | ----- | ---- | ---- | ---- | ---- | ---- | ---- | -------- | -------------------- |
| Freguesia              |       |       |       |      |      |      |      |      |      | Votantes | Taxa de Participação |
| Alcobaça e Vestiaria   | 33,54 | 19,55 | 24,17 | 7,52 | 4,67 | 1,52 | 2,47 | 1,92 | 1,20 | 4 001    | 65,31                |
| Alfeizerão             | 40,13 | 26,33 | 19,02 | 4,40 | 2,15 | 1,89 | 1,02 | 1,38 | 0,92 | 1 956    | 60,35                |
| Aljubarrota            | 33,45 | 25,99 | 19,47 | 6,13 | 3,25 | 1,86 | 2,02 | 1,89 | 1,25 | 3 605    | 63,69                |
| Bárrio                 | 34,81 | 20,41 | 25,69 | 4,20 | 3,72 | 2,76 | 2,52 | 1,32 | 1,20 | 833      | 64,57                |
| Benedita               | 46,39 | 19,35 | 13,86 | 8,26 | 2,97 | 2,25 | 0,76 | 1,42 | 0,85 | 5 281    | 71,41                |
| Cela                   | 37,40 | 25,20 | 18,50 | 5,33 | 3,29 | 2,78 | 1,70 | 1,14 | 0,51 | 1 762    | 64,40                |
| Cós, Alpedriz e Montes | 27,73 | 24,71 | 27,38 | 4,12 | 3,07 | 2,32 | 2,15 | 1,68 | 1,16 | 1 724    | 64,59                |
| Évora de Alcobaça      | 43,42 | 21,10 | 19,01 | 4,41 | 1,98 | 2,32 | 1,37 | 1,56 | 0,65 | 2 630    | 70,76                |
| Maiorga                | 24,30 | 25,17 | 28,15 | 5,19 | 3,84 | 2,31 | 3,27 | 2,98 | 1,15 | 1 041    | 64,54                |
| Pataias e Martingança  | 28,11 | 25,21 | 24,56 | 5,64 | 4,03 | 1,55 | 2,98 | 2,31 | 1,45 | 3 991    | 65,36                |
| São Martinho do Porto  | 34,65 | 22,64 | 21,04 | 7,60 | 3,66 | 1,60 | 1,66 | 2,29 | 1,54 | 1 749    | 61,33                |
| Turquel                | 46,01 | 25,77 | 10,86 | 5,72 | 2,34 | 2,52 | 0,75 | 1,19 | 0,90 | 2 782    | 71,74                |
| Vimeiro                | 54,31 | 22,67 | 9,93  | 4,13 | 1,14 | 2,55 | 0,97 | 0,79 | 0,18 | 1 138    | 72,12                |
| Alcobaça               | 37,64 | 23,05 | 19,51 | 6,08 | 3,20 | 2,06 | 1,75 | 1,70 | 1,03 | 32 493   | 66,50                |

### Alvaiázere
| Partido                 | Partido                          | Votos | %               | +/-  |
| ----------------------- | -------------------------------- | ----- | --------------- | ---- |
|                         | AD - Coligação PSD/CDS           | 1 903 | 53,77 / 100,00  | 3,21 |
|                         | Chega                            | 776   | 21,93 / 100,00  | 1,08 |
|                         | Partido Socialista               | 484   | 13,68 / 100,00  | 3,07 |
|                         | Alternativa Democrática Nacional | 91    | 2,57 / 100,00   | 0,73 |
|                         | Iniciativa Liberal               | 78    | 2,20 / 100,00   | 0,22 |
|                         | Livre                            | 45    | 1,27 / 100,00   | 0,13 |
|                         | Outros (com menos de 1,00%)      | 94    | 2,66 / 100,00   |      |
| Votos Inválidos         | Votos Inválidos                  | 68    | 1,92 / 100,00   | 0,35 |
| Total                   | Total                            | 3 539 | 100,00 / 100,00 |      |
| Eleitorado/Participação | Eleitorado/Participação          | 5 726 | 61,81 / 100,00  | 2,45 |

| Freguesia           | %     | %     | %     | %    | %    | %    | Votantes | Taxa de Participação |
| Freguesia           | AD    | CH    | PS    | ADN  | IL   | L    | Votantes | Taxa de Participação |
| ------------------- | ----- | ----- | ----- | ---- | ---- | ---- | -------- | -------------------- |
| Freguesia           |       |       |       |      |      |      | Votantes | Taxa de Participação |
| Almoster            | 62,46 | 14,20 | 13,88 | 2,84 | 1,89 | 1,58 | 317      | 60,61                |
| Alvaiázere          | 49,71 | 23,29 | 15,69 | 2,14 | 3,02 | 1,27 | 1 026    | 65,05                |
| Maçãs de Dona Maria | 56,69 | 20,71 | 13,25 | 2,49 | 1,66 | 0,71 | 845      | 60,10                |
| Pelmá               | 55,91 | 25,07 | 9,80  | 3,17 | 1,73 | 0,86 | 347      | 51,18                |
| Pussos São Pedro    | 51,99 | 22,91 | 13,25 | 2,79 | 2,09 | 1,79 | 1 004    | 65,11                |
| Alvaiázere          | 53,77 | 21,93 | 13,68 | 2,57 | 2,20 | 1,27 | 3 539    | 61,81                |

### Ansião
| Partido                 | Partido                                  | Votos  | %               | +/-  |
| ----------------------- | ---------------------------------------- | ------ | --------------- | ---- |
|                         | AD - Coligação PSD/CDS                   | 3 206  | 46,30 / 100,00  | 3,03 |
|                         | Partido Socialista                       | 1 349  | 19,48 / 100,00  | 3,62 |
|                         | Chega                                    | 1 317  | 19,02 / 100,00  | 1,35 |
|                         | Iniciativa Liberal                       | 262    | 3,78 / 100,00   | 0,46 |
|                         | Alternativa Democrática Nacional         | 220    | 3,18 / 100,00   | 1,29 |
|                         | Livre                                    | 134    | 1,94 / 100,00   | 0,01 |
|                         | Coligação Democrática Unitária (PCP-PEV) | 73     | 1,05 / 100,00   | 0,12 |
|                         | Bloco de Esquerda                        | 70     | 1,01 / 100,00   | 1,73 |
|                         | Outros (com menos de 1,00%)              | 115    | 1,66 / 100,00   |      |
| Votos Inválidos         | Votos Inválidos                          | 179    | 2,59 / 100,00   | 0,20 |
| Total                   | Total                                    | 6 925  | 100,00 / 100,00 |      |
| Eleitorado/Participação | Eleitorado/Participação                  | 10 952 | 63,23 / 100,00  | 3,07 |

| Freguesia          | %     | %     | %     | %    | %    | %    | %    | %    | Votantes | Taxa de Participação |
| Freguesia          | AD    | PS    | CH    | IL   | ADN  | L    | CDU  | BE   | Votantes | Taxa de Participação |
| ------------------ | ----- | ----- | ----- | ---- | ---- | ---- | ---- | ---- | -------- | -------------------- |
| Freguesia          |       |       |       |      |      |      |      |      | Votantes | Taxa de Participação |
| Alvorge            | 44,27 | 21,54 | 17,61 | 4,27 | 3,25 | 2,22 | 1,20 | 1,54 | 585      | 62,04                |
| Ansião             | 41,45 | 22,93 | 19,23 | 3,84 | 3,08 | 2,08 | 1,61 | 1,28 | 2 111    | 65,60                |
| Avelar             | 39,07 | 23,02 | 22,12 | 3,66 | 2,59 | 1,87 | 1,07 | 1,52 | 1 121    | 61,36                |
| Chão de Couce      | 48,53 | 17,02 | 19,05 | 3,24 | 3,95 | 1,42 | 1,32 | 0,71 | 987      | 61,30                |
| Pousaflores        | 52,72 | 18,01 | 18,76 | 1,69 | 3,56 | 1,31 | 0,19 | 0,56 | 533      | 66,79                |
| Santiago da Guarda | 55,04 | 13,66 | 17,13 | 4,66 | 3,09 | 2,20 | 0,38 | 0,44 | 1 588    | 62,13                |
| Ansião             | 46,30 | 19,48 | 19,02 | 3,78 | 3,18 | 1,94 | 1,05 | 1,01 | 6 925    | 63,23                |

### Batalha
| Partido                 | Partido                          | Votos  | %               | +/-  |
| ----------------------- | -------------------------------- | ------ | --------------- | ---- |
|                         | AD - Coligação PSD/CDS           | 4 161  | 43,46 / 100,00  | 0,85 |
|                         | Chega                            | 2 217  | 23,15 / 100,00  | 1,86 |
|                         | Partido Socialista               | 1 306  | 13,64 / 100,00  | 2,28 |
|                         | Iniciativa Liberal               | 680    | 7,10 / 100,00   | 0,86 |
|                         | Livre                            | 267    | 2,79 / 100,00   | 0,65 |
|                         | Alternativa Democrática Nacional | 231    | 2,41 / 100,00   | 0,55 |
|                         | Bloco de Esquerda                | 152    | 1,59 / 100,00   | 1,61 |
|                         | Outros (com menos de 1,00%)      | 283    | 2,96 / 100,00   |      |
| Votos Inválidos         | Votos Inválidos                  | 278    | 2,91 / 100,00   | 0,15 |
| Total                   | Total                            | 9 575  | 100,00 / 100,00 |      |
| Eleitorado/Participação | Eleitorado/Participação          | 13 957 | 68,60 / 100,00  | 2,22 |

| Freguesia         | %     | %     | %     | %    | %    | %    | %    | Votantes | Taxa de Participação |
| Freguesia         | AD    | CH    | PS    | IL   | L    | ADN  | BE   | Votantes | Taxa de Participação |
| ----------------- | ----- | ----- | ----- | ---- | ---- | ---- | ---- | -------- | -------------------- |
| Freguesia         |       |       |       |      |      |      |      | Votantes | Taxa de Participação |
| Batalha           | 40,52 | 22,79 | 14,77 | 8,86 | 3,08 | 1,96 | 1,93 | 5 192    | 68,22                |
| Golpilheira       | 47,34 | 20,23 | 13,97 | 6,57 | 3,02 | 2,40 | 1,15 | 959      | 72,43                |
| Reguengo do Fetal | 41,89 | 20,35 | 18,36 | 5,80 | 3,58 | 2,62 | 1,19 | 1 258    | 67,02                |
| São Mamede        | 49,68 | 26,96 | 8,03  | 3,88 | 1,52 | 3,37 | 1,20 | 2 166    | 68,87                |
| Batalha           | 43,46 | 23,15 | 13,64 | 7,10 | 2,79 | 2,41 | 1,59 | 9 575    | 68,60                |

### Bombarral
| Partido                 | Partido                                  | Votos  | %               | +/-  |
| ----------------------- | ---------------------------------------- | ------ | --------------- | ---- |
|                         | AD - Coligação PSD/CDS                   | 2 410  | 32,91 / 100,00  | 2,86 |
|                         | Chega                                    | 1 788  | 24,42 / 100,00  | 4,24 |
|                         | Partido Socialista                       | 1 681  | 22,96 / 100,00  | 4,77 |
|                         | Iniciativa Liberal                       | 316    | 4,32 / 100,00   | 0,14 |
|                         | Coligação Democrática Unitária (PCP-PEV) | 264    | 3,61 / 100,00   | 0,04 |
|                         | Livre                                    | 212    | 2,90 / 100,00   | 0,55 |
|                         | Bloco de Esquerda                        | 147    | 2,01 / 100,00   | 2,49 |
|                         | Alternativa Democrática Nacional         | 138    | 1,88 / 100,00   | 0,63 |
|                         | Pessoas–Animais–Natureza                 | 96     | 1,31 / 100,00   | 0,30 |
|                         | Outros (com menos de 1,00%)              | 66     | 0,90 / 100,00   |      |
| Votos Inválidos         | Votos Inválidos                          | 204    | 2,79 / 100,00   | 0,46 |
| Total                   | Total                                    | 7 322  | 100,00 / 100,00 |      |
| Eleitorado/Participação | Eleitorado/Participação                  | 11 528 | 63,51 / 100,00  | 2,18 |

| Freguesia             | %     | %     | %     | %    | %    | %    | %    | %    | %    | Votantes | Taxa de Participação |
| Freguesia             | AD    | CH    | PS    | IL   | CDU  | L    | BE   | ADN  | PAN  | Votantes | Taxa de Participação |
| --------------------- | ----- | ----- | ----- | ---- | ---- | ---- | ---- | ---- | ---- | -------- | -------------------- |
| Freguesia             |       |       |       |      |      |      |      |      |      | Votantes | Taxa de Participação |
| Bombarral e Vale Covo | 29,97 | 24,15 | 23,95 | 5,22 | 3,90 | 3,41 | 2,34 | 1,62 | 1,57 | 4 021    | 63,29                |
| Carvalhal             | 38,73 | 22,89 | 22,81 | 2,77 | 1,63 | 2,06 | 1,85 | 2,20 | 1,14 | 1 407    | 63,98                |
| Pó                    | 41,81 | 24,57 | 16,81 | 3,66 | 2,37 | 2,37 | 0,86 | 2,59 | 0,86 | 464      | 66,10                |
| Roliça                | 32,59 | 26,64 | 22,31 | 3,50 | 5,10 | 2,45 | 1,61 | 2,10 | 0,91 | 1 430    | 62,88                |
| Bombarral             | 32,91 | 24,42 | 22,96 | 4,32 | 3,61 | 2,90 | 2,01 | 1,88 | 1,31 | 7 322    | 63,51                |

### Caldas da Rainha
| Partido                 | Partido                                  | Votos  | %               | +/-  |
| ----------------------- | ---------------------------------------- | ------ | --------------- | ---- |
|                         | AD - Coligação PSD/CDS                   | 9 967  | 34,70 / 100,00  | 0,93 |
|                         | Chega                                    | 6 614  | 23,03 / 100,00  | 4,13 |
|                         | Partido Socialista                       | 5 788  | 20,15 / 100,00  | 3,29 |
|                         | Iniciativa Liberal                       | 1 772  | 6,17 / 100,00   | 0,60 |
|                         | Livre                                    | 1 331  | 4,63 / 100,00   | 1,27 |
|                         | Bloco de Esquerda                        | 630    | 2,19 / 100,00   | 3,16 |
|                         | Coligação Democrática Unitária (PCP-PEV) | 554    | 1,93 / 100,00   | 0,20 |
|                         | Alternativa Democrática Nacional         | 540    | 1,88 / 100,00   | 0,51 |
|                         | Pessoas–Animais–Natureza                 | 468    | 1,63 / 100,00   | 0,39 |
|                         | Outros (com menos de 1,00%)              | 245    | 0,85 / 100,00   |      |
| Votos Inválidos         | Votos Inválidos                          | 814    | 2,84 / 100,00   | 0,11 |
| Total                   | Total                                    | 28 723 | 100,00 / 100,00 |      |
| Eleitorado/Participação | Eleitorado/Participação                  | 45 263 | 63,46 / 100,00  | 1,78 |

| Freguesia                                        | %     | %     | %     | %    | %    | %    | %    | %    | %    | Votantes | Taxa de Participação |
| Freguesia                                        | AD    | CH    | PS    | IL   | L    | BE   | CDU  | ADN  | PAN  | Votantes | Taxa de Participação |
| ------------------------------------------------ | ----- | ----- | ----- | ---- | ---- | ---- | ---- | ---- | ---- | -------- | -------------------- |
| Freguesia                                        |       |       |       |      |      |      |      |      |      | Votantes | Taxa de Participação |
| A dos Francos                                    | 40,96 | 26,91 | 17,23 | 3,83 | 2,34 | 0,96 | 1,38 | 1,91 | 1,28 | 940      | 66,62                |
| Alvorninha                                       | 41,67 | 24,29 | 14,53 | 4,65 | 2,84 | 2,20 | 1,36 | 2,65 | 1,36 | 1 548    | 62,65                |
| Caldas da Rainha - Santo Onofre e Serra do Bouro | 27,01 | 26,39 | 21,86 | 6,87 | 5,29 | 2,74 | 2,39 | 1,63 | 1,68 | 6 313    | 59,53                |
| Carvalhal Benfeito                               | 48,05 | 22,22 | 11,71 | 5,41 | 2,40 | 1,35 | 0,75 | 3,00 | 0,75 | 666      | 65,55                |
| Foz do Arelho                                    | 33,93 | 23,76 | 18,81 | 6,10 | 4,45 | 1,52 | 3,68 | 2,29 | 1,78 | 787      | 63,16                |
| Landal                                           | 49,29 | 24,72 | 14,90 | 1,27 | 1,74 | 0,95 | 0,48 | 2,85 | 0,95 | 631      | 69,65                |
| Nadadouro                                        | 38,04 | 21,18 | 19,06 | 5,91 | 5,03 | 2,21 | 1,85 | 1,94 | 1,41 | 1 133    | 69,38                |
| Nossa Senhora do Pópulo, Coto e São Gregório     | 34,01 | 20,14 | 21,69 | 7,20 | 5,74 | 2,45 | 2,23 | 1,64 | 1,85 | 10 366   | 63,63                |
| Salir de Matos                                   | 36,06 | 25,44 | 18,94 | 5,59 | 3,56 | 1,12 | 1,26 | 2,17 | 1,40 | 1 431    | 63,86                |
| Santa Catarina                                   | 46,46 | 23,17 | 13,16 | 5,29 | 2,19 | 1,07 | 0,96 | 2,08 | 1,41 | 1 778    | 69,64                |
| Tornada e Salir do Porto                         | 30,79 | 23,55 | 24,94 | 5,29 | 4,14 | 2,27 | 1,51 | 1,79 | 1,55 | 2 514    | 63,42                |
| Vidais                                           | 42,53 | 21,43 | 17,05 | 2,92 | 3,73 | 2,60 | 1,14 | 2,76 | 1,95 | 616      | 66,45                |
| Caldas da Rainha                                 | 34,70 | 23,03 | 20,15 | 6,17 | 4,63 | 2,19 | 1,93 | 1,88 | 1,63 | 28 723   | 63,46                |

### Castanheira de Pera
| Partido                 | Partido                                  | Votos | %               | +/-  |
| ----------------------- | ---------------------------------------- | ----- | --------------- | ---- |
|                         | Partido Socialista                       | 586   | 37,76 / 100,00  | 7,97 |
|                         | AD - Coligação PSD/CDS                   | 501   | 32,28 / 100,00  | 5,33 |
|                         | Chega                                    | 259   | 16,69 / 100,00  | 2,68 |
|                         | Livre                                    | 34    | 2,19 / 100,00   | 0,75 |
|                         | Alternativa Democrática Nacional         | 31    | 2,00 / 100,00   | 0,56 |
|                         | Iniciativa Liberal                       | 27    | 1,74 / 100,00   | 0,61 |
|                         | Bloco de Esquerda                        | 22    | 1,42 / 100,00   | 1,09 |
|                         | Coligação Democrática Unitária (PCP-PEV) | 18    | 1,16 / 100,00   | 0,47 |
|                         | Outros (com menos de 1,00%)              | 27    | 1,74 / 100,00   |      |
| Votos Inválidos         | Votos Inválidos                          | 47    | 3,03 / 100,00   | 0,61 |
| Total                   | Total                                    | 1 552 | 100,00 / 100,00 |      |
| Eleitorado/Participação | Eleitorado/Participação                  | 2 463 | 63,01 / 100,00  | 1,55 |

| Freguesia                      | %     | %     | %     | %    | %    | %    | %    | %    | Votantes | Taxa de Participação |
| Freguesia                      | PS    | AD    | CH    | L    | ADN  | IL   | BE   | CDU  | Votantes | Taxa de Participação |
| ------------------------------ | ----- | ----- | ----- | ---- | ---- | ---- | ---- | ---- | -------- | -------------------- |
| Freguesia                      |       |       |       |      |      |      |      |      | Votantes | Taxa de Participação |
| Castanheira de Pera e Coentral | 37,76 | 32,28 | 16,69 | 2,19 | 2,00 | 1,74 | 1,42 | 1,16 | 1 552    | 63,01                |
| Castanheira de Pera            | 37,76 | 32,28 | 16,69 | 2,19 | 2,00 | 1,74 | 1,42 | 1,16 | 1 552    | 63,01                |

### Figueiró dos Vinhos
| Partido                 | Partido                          | Votos | %               | +/-  |
| ----------------------- | -------------------------------- | ----- | --------------- | ---- |
|                         | AD - Coligação PSD/CDS           | 1 447 | 45,94 / 100,00  | 6,04 |
|                         | Partido Socialista               | 697   | 22,13 / 100,00  | 5,29 |
|                         | Chega                            | 563   | 17,87 / 100,00  | 0,71 |
|                         | Alternativa Democrática Nacional | 89    | 2,83 / 100,00   | 0,64 |
|                         | Iniciativa Liberal               | 74    | 2,35 / 100,00   | 0,04 |
|                         | Livre                            | 55    | 1,75 / 100,00   | 0,18 |
|                         | Outros (com menos de 1,00%)      | 113   | 3,58 / 100,00   |      |
| Votos Inválidos         | Votos Inválidos                  | 112   | 3,55 / 100,00   | 0,50 |
| Total                   | Total                            | 3 150 | 100,00 / 100,00 |      |
| Eleitorado/Participação | Eleitorado/Participação          | 5 022 | 62,72 / 100,00  | 1,42 |

| Freguesia                       | %     | %     | %     | %    | %    | %    | Votantes | Taxa de Participação |
| Freguesia                       | AD    | PS    | CH    | ADN  | IL   | L    | Votantes | Taxa de Participação |
| ------------------------------- | ----- | ----- | ----- | ---- | ---- | ---- | -------- | -------------------- |
| Freguesia                       |       |       |       |      |      |      | Votantes | Taxa de Participação |
| Aguda                           | 46,74 | 17,69 | 23,09 | 2,79 | 1,68 | 0,93 | 537      | 58,88                |
| Arega                           | 53,85 | 19,00 | 15,84 | 3,62 | 1,81 | 1,13 | 442      | 64,06                |
| Campelo                         | 36,17 | 29,79 | 22,34 | 2,13 | 1,06 | 1,06 | 94       | 59,49                |
| Figueiró dos Vinhos e Bairradas | 44,49 | 23,59 | 16,75 | 2,70 | 2,70 | 2,12 | 2 077    | 63,67                |
| Figueiró dos Vinhos             | 45,94 | 22,13 | 17,87 | 2,83 | 2,35 | 1,75 | 3 150    | 62,72                |

### Leiria
| Partido                 | Partido                                  | Votos   | %               | +/-     |
| ----------------------- | ---------------------------------------- | ------- | --------------- | ------- |
|                         | AD - Coligação PSD/CDS                   | 31 052  | 40,23 / 100,00  | 1,54    |
|                         | Chega                                    | 16 150  | 20,92 / 100,00  | 2,54    |
|                         | Partido Socialista                       | 13 139  | 17,02 / 100,00  | 2,50    |
|                         | Iniciativa Liberal                       | 5 733   | 7,43 / 100,00   | 0,59    |
|                         | Livre                                    | 2 961   | 3,84 / 100,00   | 0,92    |
|                         | Alternativa Democrática Nacional         | 1 697   | 2,20 / 100,00   | 0,46    |
|                         | Bloco de Esquerda                        | 1 452   | 1,88 / 100,00   | 2,42    |
|                         | Coligação Democrática Unitária (PCP-PEV) | 920     | 1,19 / 100,00   | 0,27    |
|                         | Pessoas–Animais–Natureza                 | 869     | 1,13 / 100,00   | 0,68    |
|                         | Outros (com menos de 1,00%)              | 724     | 0,94 / 100,00   |         |
| Votos Inválidos         | Votos Inválidos                          | 2 498   | 3,23 / 100,00   | Estável |
| Total                   | Total                                    | 77 195  | 100,00 / 100,00 |         |
| Eleitorado/Participação | Eleitorado/Participação                  | 113 509 | 68,01 / 100,00  | 2,25    |

| Freguesia                         | %     | %     | %     | %    | %    | %    | %    | %    | %    | Votantes | Taxa de Participação |
| Freguesia                         | AD    | CH    | PS    | IL   | L    | ADN  | BE   | CDU  | PAN  | Votantes | Taxa de Participação |
| --------------------------------- | ----- | ----- | ----- | ---- | ---- | ---- | ---- | ---- | ---- | -------- | -------------------- |
| Freguesia                         |       |       |       |      |      |      |      |      |      | Votantes | Taxa de Participação |
| Amor                              | 32,20 | 23,47 | 20,26 | 5,49 | 3,96 | 2,84 | 2,65 | 1,75 | 1,04 | 2 680    | 65,57                |
| Arrabal                           | 50,03 | 19,28 | 12,60 | 4,91 | 2,72 | 2,72 | 1,18 | 1,24 | 0,89 | 1 691    | 72,20                |
| Bajouca                           | 61,41 | 13,75 | 7,06  | 6,25 | 3,05 | 1,41 | 1,86 | 0,37 | 0,74 | 1 345    | 76,25                |
| Bidoeira de Cima                  | 60,70 | 18,17 | 5,32  | 5,18 | 1,68 | 2,96 | 1,14 | 0,34 | 0,81 | 1 486    | 70,43                |
| Caranguejeira                     | 54,75 | 20,28 | 8,50  | 5,72 | 2,07 | 3,15 | 0,70 | 0,40 | 0,67 | 2 988    | 70,76                |
| Coimbrão                          | 31,62 | 27,58 | 20,51 | 3,74 | 3,94 | 3,43 | 1,72 | 1,31 | 1,52 | 990      | 59,18                |
| Colmeias e Memória                | 47,13 | 24,07 | 11,85 | 5,60 | 1,67 | 3,38 | 1,20 | 0,32 | 0,79 | 2 160    | 57,10                |
| Leiria, Pousos, Barreira e Cortes | 38,46 | 17,44 | 19,13 | 9,10 | 5,35 | 1,55 | 2,32 | 1,50 | 1,36 | 20 207   | 69,47                |
| Maceira                           | 33,08 | 23,86 | 21,58 | 6,85 | 3,16 | 2,03 | 2,03 | 1,35 | 1,05 | 5 704    | 68,45                |
| Marrazes e Barosa                 | 33,21 | 23,46 | 20,70 | 7,76 | 4,64 | 1,52 | 2,25 | 1,54 | 1,40 | 14 102   | 64,50                |
| Milagres                          | 43,97 | 21,34 | 13,57 | 8,09 | 2,61 | 2,93 | 1,47 | 0,49 | 0,76 | 1 842    | 66,00                |
| Monte Real e Carvide              | 34,71 | 23,19 | 19,79 | 6,74 | 3,74 | 2,76 | 1,47 | 1,16 | 0,95 | 3 264    | 65,28                |
| Monte Redondo e Carreira          | 39,97 | 23,58 | 15,65 | 5,29 | 3,00 | 3,68 | 1,48 | 1,03 | 0,94 | 3 100    | 65,68                |
| Parceiros e Azoia                 | 37,30 | 20,48 | 18,86 | 9,32 | 3,78 | 1,86 | 1,98 | 1,37 | 1,39 | 5 053    | 74,07                |
| Regueira de Pontes                | 36,77 | 25,11 | 16,92 | 7,22 | 2,11 | 3,46 | 1,65 | 0,98 | 0,60 | 1 330    | 71,20                |
| Santa Catarina da Serra e Chainça | 56,54 | 20,75 | 6,41  | 5,93 | 1,58 | 3,29 | 0,71 | 0,23 | 0,58 | 3 104    | 74,54                |
| Santa Eufémia e Boa Vista         | 49,71 | 19,45 | 12,53 | 6,38 | 2,41 | 2,52 | 1,30 | 1,03 | 0,57 | 2 617    | 68,85                |
| Souto da Carpalhosa e Ortigosa    | 47,99 | 21,04 | 11,16 | 6,74 | 2,72 | 2,83 | 1,50 | 0,51 | 0,99 | 3 532    | 69,57                |
| Leiria                            | 40,23 | 20,92 | 17,02 | 7,43 | 3,84 | 2,20 | 1,88 | 1,19 | 1,13 | 77 195   | 68,01                |

### Marinha Grande
| Partido                 | Partido                                  | Votos  | %               | +/-  |
| ----------------------- | ---------------------------------------- | ------ | --------------- | ---- |
|                         | Chega                                    | 5 483  | 25,49 / 100,00  | 5,44 |
|                         | Partido Socialista                       | 5 403  | 25,12 / 100,00  | 4,72 |
|                         | AD - Coligação PSD/CDS                   | 4 694  | 21,83 / 100,00  | 2,40 |
|                         | Coligação Democrática Unitária (PCP-PEV) | 1 520  | 7,07 / 100,00   | 0,73 |
|                         | Iniciativa Liberal                       | 1 237  | 5,75 / 100,00   | 0,11 |
|                         | Livre                                    | 985    | 4,58 / 100,00   | 1,26 |
|                         | Bloco de Esquerda                        | 682    | 3,17 / 100,00   | 3,23 |
|                         | Alternativa Democrática Nacional         | 330    | 1,53 / 100,00   | 0,40 |
|                         | Pessoas–Animais–Natureza                 | 327    | 1,52 / 100,00   | 0,71 |
|                         | Outros (com menos de 1,00%)              | 187    | 0,87 / 100,00   |      |
| Votos Inválidos         | Votos Inválidos                          | 659    | 3,06 / 100,00   | 0,09 |
| Total                   | Total                                    | 21 507 | 100,00 / 100,00 |      |
| Eleitorado/Participação | Eleitorado/Participação                  | 34 152 | 62,97 / 100,00  | 2,11 |

| Freguesia        | %     | %     | %     | %    | %    | %    | %    | %    | %    | Votantes | Taxa de Participação |
| Freguesia        | CH    | PS    | AD    | CDU  | IL   | L    | BE   | ADN  | PAN  | Votantes | Taxa de Participação |
| ---------------- | ----- | ----- | ----- | ---- | ---- | ---- | ---- | ---- | ---- | -------- | -------------------- |
| Freguesia        |       |       |       |      |      |      |      |      |      | Votantes | Taxa de Participação |
| Marinha Grande   | 25,17 | 24,77 | 21,80 | 7,44 | 5,91 | 4,70 | 3,17 | 1,55 | 1,56 | 17 642   | 63,29                |
| Moita            | 30,05 | 29,11 | 15,61 | 8,80 | 4,34 | 3,99 | 4,11 | 0,82 | 0,82 | 852      | 70,18                |
| Vieira de Leiria | 26,12 | 26,05 | 23,73 | 4,38 | 5,21 | 4,05 | 2,92 | 1,63 | 1,46 | 3 013    | 59,52                |
| Marinha Grande   | 25,49 | 25,12 | 21,83 | 7,07 | 5,75 | 4,58 | 3,17 | 1,53 | 1,52 | 21 507   | 62,97                |

### Nazaré
| Partido                 | Partido                                  | Votos  | %               | +/-  |
| ----------------------- | ---------------------------------------- | ------ | --------------- | ---- |
|                         | Chega                                    | 2 111  | 27,49 / 100,00  | 7,63 |
|                         | AD - Coligação PSD/CDS                   | 1 991  | 25,93 / 100,00  | 0,78 |
|                         | Partido Socialista                       | 1 950  | 25,40 / 100,00  | 4,52 |
|                         | Iniciativa Liberal                       | 332    | 4,32 / 100,00   | 0,28 |
|                         | Coligação Democrática Unitária (PCP-PEV) | 321    | 4,18 / 100,00   | 0,80 |
|                         | Livre                                    | 269    | 3,50 / 100,00   | 0,81 |
|                         | Bloco de Esquerda                        | 214    | 2,79 / 100,00   | 3,58 |
|                         | Alternativa Democrática Nacional         | 114    | 1,48 / 100,00   | 0,04 |
|                         | Pessoas–Animais–Natureza                 | 113    | 1,47 / 100,00   | 0,50 |
|                         | Outros (com menos de 1,00%)              | 58     | 0,75 / 100,00   |      |
| Votos Inválidos         | Votos Inválidos                          | 205    | 2,67 / 100,00   | 0,16 |
| Total                   | Total                                    | 7 678  | 100,00 / 100,00 |      |
| Eleitorado/Participação | Eleitorado/Participação                  | 13 994 | 54,87 / 100,00  | 1,35 |

| Freguesia         | %     | %     | %     | %    | %    | %    | %    | %    | %    | Votantes | Taxa de Participação |
| Freguesia         | CH    | AD    | PS    | IL   | CDU  | L    | BE   | ADN  | PAN  | Votantes | Taxa de Participação |
| ----------------- | ----- | ----- | ----- | ---- | ---- | ---- | ---- | ---- | ---- | -------- | -------------------- |
| Freguesia         |       |       |       |      |      |      |      |      |      | Votantes | Taxa de Participação |
| Famalicão         | 27,52 | 29,19 | 25,07 | 4,31 | 1,37 | 4,11 | 1,86 | 0,88 | 1,47 | 1 021    | 66,38                |
| Nazaré            | 28,81 | 25,61 | 25,08 | 4,45 | 3,51 | 3,46 | 2,77 | 1,66 | 1,52 | 5 123    | 52,25                |
| Valado dos Frades | 23,08 | 24,84 | 26,66 | 3,91 | 8,28 | 3,26 | 3,46 | 1,30 | 1,30 | 1 534    | 57,84                |
| Nazaré            | 27,49 | 25,93 | 25,40 | 4,32 | 4,18 | 3,50 | 2,79 | 1,48 | 1,47 | 7 678    | 54,87                |

### Óbidos
| Partido                 | Partido                                  | Votos  | %               | +/-  |
| ----------------------- | ---------------------------------------- | ------ | --------------- | ---- |
|                         | AD - Coligação PSD/CDS                   | 2 322  | 33,04 / 100,00  | 0,72 |
|                         | Chega                                    | 1 729  | 24,61 / 100,00  | 4,73 |
|                         | Partido Socialista                       | 1 533  | 21,82 / 100,00  | 4,31 |
|                         | Iniciativa Liberal                       | 406    | 5,78 / 100,00   | 0,40 |
|                         | Livre                                    | 263    | 3,74 / 100,00   | 1,25 |
|                         | Coligação Democrática Unitária (PCP-PEV) | 156    | 2,22 / 100,00   | 0,39 |
|                         | Alternativa Democrática Nacional         | 137    | 1,95 / 100,00   | 0,71 |
|                         | Bloco de Esquerda                        | 121    | 1,72 / 100,00   | 2,28 |
|                         | Pessoas–Animais–Natureza                 | 94     | 1,34 / 100,00   | 0,25 |
|                         | Outros (com menos de 1,00%)              | 64     | 0,91 / 100,00   |      |
| Votos Inválidos         | Votos Inválidos                          | 202    | 2,87 / 100,00   | 0,35 |
| Total                   | Total                                    | 7 027  | 100,00 / 100,00 |      |
| Eleitorado/Participação | Eleitorado/Participação                  | 10 787 | 65,14 / 100,00  | 2,37 |

| Freguesia                                | %     | %     | %     | %    | %    | %    | %    | %    | %    | Votantes | Taxa de Participação |
| Freguesia                                | AD    | CH    | PS    | IL   | L    | CDU  | ADN  | BE   | PAN  | Votantes | Taxa de Participação |
| ---------------------------------------- | ----- | ----- | ----- | ---- | ---- | ---- | ---- | ---- | ---- | -------- | -------------------- |
| Freguesia                                |       |       |       |      |      |      |      |      |      | Votantes | Taxa de Participação |
| A-dos-Negros                             | 30,12 | 23,55 | 25,74 | 4,05 | 3,61 | 2,52 | 2,08 | 2,30 | 1,75 | 913      | 67,28                |
| Amoreira                                 | 32,79 | 23,78 | 20,18 | 6,67 | 4,50 | 2,52 | 2,16 | 1,80 | 0,90 | 555      | 59,42                |
| Gaeiras                                  | 30,56 | 21,65 | 26,01 | 6,57 | 5,01 | 1,63 | 1,82 | 1,82 | 1,43 | 1 538    | 72,55                |
| Olho Marinho                             | 30,12 | 28,82 | 17,00 | 5,48 | 3,60 | 6,05 | 1,87 | 1,59 | 1,30 | 694      | 58,61                |
| Santa Maria, São Pedro e Sobral da Lagoa | 33,18 | 24,43 | 21,84 | 6,43 | 3,71 | 1,88 | 1,79 | 1,83 | 1,38 | 2 239    | 64,06                |
| Usseira                                  | 43,83 | 29,60 | 14,42 | 3,80 | 1,33 | 0,76 | 1,14 | 1,14 | 1,14 | 527      | 66,62                |
| Vau                                      | 37,79 | 26,02 | 18,36 | 5,17 | 2,32 | 1,07 | 3,39 | 0,71 | 0,89 | 561      | 61,92                |
| Óbidos                                   | 33,04 | 24,61 | 21,82 | 5,78 | 3,74 | 2,22 | 1,95 | 1,72 | 1,34 | 7 027    | 65,14                |

### Pedrógão Grande
| Partido                 | Partido                          | Votos | %               | +/-  |
| ----------------------- | -------------------------------- | ----- | --------------- | ---- |
|                         | AD - Coligação PSD/CDS           | 858   | 47,64 / 100,00  | 6,22 |
|                         | Partido Socialista               | 368   | 20,43 / 100,00  | 6,64 |
|                         | Chega                            | 344   | 19,10 / 100,00  | 2,15 |
|                         | Alternativa Democrática Nacional | 45    | 2,50 / 100,00   | 0,62 |
|                         | Iniciativa Liberal               | 44    | 2,44 / 100,00   | 0,27 |
|                         | Bloco de Esquerda                | 21    | 1,17 / 100,00   | 2,12 |
|                         | Livre                            | 18    | 1,00 / 100,00   | 0,17 |
|                         | Outros (com menos de 1,00%)      | 46    | 2,56 / 100,00   |      |
| Votos Inválidos         | Votos Inválidos                  | 57    | 3,17 / 100,00   | 0,01 |
| Total                   | Total                            | 1 801 | 100,00 / 100,00 |      |
| Eleitorado/Participação | Eleitorado/Participação          | 2 963 | 60,78 / 100,00  | 2,93 |

| Freguesia       | %     | %     | %     | %    | %    | %    | %    | Votantes | Taxa de Participação |
| Freguesia       | AD    | PS    | CH    | ADN  | IL   | BE   | L    | Votantes | Taxa de Participação |
| --------------- | ----- | ----- | ----- | ---- | ---- | ---- | ---- | -------- | -------------------- |
| Freguesia       |       |       |       |      |      |      |      | Votantes | Taxa de Participação |
| Graça           | 48,94 | 17,73 | 21,99 | 2,48 | 2,13 | 0,71 | 0,35 | 282      | 50,09                |
| Pedrógão Grande | 47,77 | 20,74 | 19,09 | 2,15 | 2,56 | 1,16 | 1,07 | 1 210    | 61,89                |
| Vila Facaia     | 45,95 | 21,68 | 16,50 | 3,88 | 2,27 | 1,62 | 1,29 | 309      | 69,44                |
| Pedrógão Grande | 47,64 | 20,43 | 19,10 | 2,50 | 2,44 | 1,17 | 1,00 | 1 801    | 60,78                |

### Peniche
| Partido                 | Partido                                  | Votos  | %               | +/-  |
| ----------------------- | ---------------------------------------- | ------ | --------------- | ---- |
|                         | Chega                                    | 4 390  | 30,32 / 100,00  | 6,68 |
|                         | AD - Coligação PSD/CDS                   | 3 896  | 26,91 / 100,00  | 2,16 |
|                         | Partido Socialista                       | 3 069  | 21,20 / 100,00  | 6,43 |
|                         | Iniciativa Liberal                       | 738    | 5,10 / 100,00   | 0,32 |
|                         | Livre                                    | 514    | 3,55 / 100,00   | 0,78 |
|                         | Coligação Democrática Unitária (PCP-PEV) | 503    | 3,47 / 100,00   | 0,87 |
|                         | Bloco de Esquerda                        | 311    | 2,15 / 100,00   | 2,08 |
|                         | Alternativa Democrática Nacional         | 263    | 1,82 / 100,00   | 0,37 |
|                         | Pessoas–Animais–Natureza                 | 205    | 1,42 / 100,00   | 0,64 |
|                         | Outros (com menos de 1,00%)              | 193    | 1,33 / 100,00   |      |
| Votos Inválidos         | Votos Inválidos                          | 396    | 2,73 / 100,00   | 0,34 |
| Total                   | Total                                    | 14 478 | 100,00 / 100,00 |      |
| Eleitorado/Participação | Eleitorado/Participação                  | 24 247 | 59,71 / 100,00  | 1,20 |

| Freguesia          | %     | %     | %     | %    | %    | %    | %    | %    | %    | Votantes | Taxa de Participação |
| Freguesia          | CH    | AD    | PS    | IL   | L    | CDU  | BE   | ADN  | PAN  | Votantes | Taxa de Participação |
| ------------------ | ----- | ----- | ----- | ---- | ---- | ---- | ---- | ---- | ---- | -------- | -------------------- |
| Freguesia          |       |       |       |      |      |      |      |      |      | Votantes | Taxa de Participação |
| Atouguia da Baleia | 28,03 | 32,08 | 18,94 | 5,73 | 3,55 | 2,20 | 2,18 | 2,02 | 1,29 | 5 359    | 63,84                |
| Ferrel             | 29,01 | 26,37 | 23,12 | 6,09 | 3,52 | 2,16 | 1,83 | 2,10 | 0,95 | 1 479    | 58,07                |
| Peniche            | 32,49 | 23,16 | 22,71 | 4,18 | 3,54 | 4,78 | 2,26 | 1,51 | 1,65 | 6 866    | 56,78                |
| Serra d'El-Rei     | 29,46 | 25,45 | 19,77 | 6,98 | 3,75 | 3,23 | 1,55 | 2,58 | 1,16 | 774      | 63,81                |
| Peniche            | 30,32 | 26,91 | 21,20 | 5,10 | 3,55 | 3,47 | 2,15 | 1,82 | 1,42 | 14 478   | 59,71                |

### Pombal
| Partido                 | Partido                          | Votos  | %               | +/-  |
| ----------------------- | -------------------------------- | ------ | --------------- | ---- |
|                         | AD - Coligação PSD/CDS           | 12 410 | 43,79 / 100,00  | 3,19 |
|                         | Chega                            | 6 334  | 22,35 / 100,00  | 1,63 |
|                         | Partido Socialista               | 4 226  | 14,91 / 100,00  | 3,37 |
|                         | Iniciativa Liberal               | 1 481  | 5,23 / 100,00   | 0,01 |
|                         | Alternativa Democrática Nacional | 828    | 2,92 / 100,00   | 0,71 |
|                         | Livre                            | 757    | 2,67 / 100,00   | 0,67 |
|                         | Bloco de Esquerda                | 450    | 1,59 / 100,00   | 1,79 |
|                         | Outros (com menos de 1,00%)      | 815    | 2,87 / 100,00   |      |
| Votos Inválidos         | Votos Inválidos                  | 1 039  | 3,66 / 100,00   | 0,01 |
| Total                   | Total                            | 28 340 | 100,00 / 100,00 |      |
| Eleitorado/Participação | Eleitorado/Participação          | 48 156 | 58,85 / 100,00  | 1,88 |

| Freguesia                                          | %     | %     | %     | %    | %    | %    | %    | Votantes | Taxa de Participação |
| Freguesia                                          | AD    | CH    | PS    | IL   | ADN  | L    | BE   | Votantes | Taxa de Participação |
| -------------------------------------------------- | ----- | ----- | ----- | ---- | ---- | ---- | ---- | -------- | -------------------- |
| Freguesia                                          |       |       |       |      |      |      |      | Votantes | Taxa de Participação |
| Abiul                                              | 54,00 | 22,29 | 8,17  | 3,29 | 3,46 | 1,60 | 1,07 | 1 126    | 48,35                |
| Almagreira                                         | 44,83 | 23,39 | 14,06 | 4,41 | 3,09 | 2,02 | 1,58 | 1 586    | 57,53                |
| Carnide                                            | 56,57 | 24,30 | 5,38  | 4,14 | 4,24 | 1,24 | 0,52 | 967      | 60,40                |
| Carriço                                            | 43,18 | 25,73 | 15,84 | 4,19 | 2,36 | 1,72 | 1,18 | 1 862    | 60,20                |
| Guia, Ilha e Mata Mourisca                         | 47,88 | 21,97 | 12,87 | 4,36 | 3,34 | 2,26 | 1,39 | 3 536    | 63,26                |
| Louriçal                                           | 45,36 | 20,00 | 13,69 | 4,41 | 3,67 | 2,76 | 1,81 | 2 425    | 61,60                |
| Meirinhas                                          | 50,05 | 25,22 | 7,12  | 7,02 | 2,18 | 1,98 | 1,09 | 1 011    | 67,67                |
| Pelariga                                           | 43,88 | 20,59 | 15,92 | 6,29 | 3,60 | 3,06 | 1,62 | 1 112    | 61,30                |
| Pombal                                             | 38,27 | 21,43 | 18,62 | 6,02 | 2,31 | 3,92 | 2,09 | 8 861    | 58,19                |
| Redinha                                            | 39,57 | 24,53 | 18,42 | 5,17 | 3,38 | 1,60 | 1,03 | 1 064    | 55,97                |
| Santiago e S. Simão de Litém e Albergaria dos Doze | 42,14 | 21,09 | 16,67 | 6,12 | 3,16 | 2,45 | 1,50 | 2 532    | 55,37                |
| Vermoil                                            | 47,38 | 23,65 | 12,34 | 5,18 | 2,73 | 1,30 | 1,43 | 1 467    | 59,18                |
| Vila Cã                                            | 47,91 | 26,68 | 9,99  | 4,42 | 3,16 | 2,15 | 1,14 | 791      | 58,16                |
| Pombal                                             | 43,79 | 22,35 | 14,91 | 5,23 | 2,92 | 2,67 | 1,59 | 28 340   | 58,85                |

### Porto de Mós
| Partido                 | Partido                                  | Votos  | %               | +/-  |
| ----------------------- | ---------------------------------------- | ------ | --------------- | ---- |
|                         | AD - Coligação PSD/CDS                   | 5 194  | 37,63 / 100,00  | 1,79 |
|                         | Chega                                    | 3 597  | 26,06 / 100,00  | 3,05 |
|                         | Partido Socialista                       | 2 401  | 17,39 / 100,00  | 3,07 |
|                         | Iniciativa Liberal                       | 815    | 5,90 / 100,00   | 0,23 |
|                         | Livre                                    | 414    | 3,00 / 100,00   | 0,83 |
|                         | Alternativa Democrática Nacional         | 321    | 2,33 / 100,00   | 0,44 |
|                         | Bloco de Esquerda                        | 222    | 1,61 / 100,00   | 2,05 |
|                         | Coligação Democrática Unitária (PCP-PEV) | 158    | 1,14 / 100,00   | 0,37 |
|                         | Outros (com menos de 1,00%)              | 259    | 1,87 / 100,00   |      |
| Votos Inválidos         | Votos Inválidos                          | 423    | 3,06 / 100,00   | 0,13 |
| Total                   | Total                                    | 13 804 | 100,00 / 100,00 |      |
| Eleitorado/Participação | Eleitorado/Participação                  | 20 415 | 67,62 / 100,00  | 1,95 |

| Freguesia          | %     | %     | %     | %    | %    | %    | %    | %    | Votantes | Taxa de Participação |
| Freguesia          | AD    | CH    | PS    | IL   | L    | ADN  | BE   | CDU  | Votantes | Taxa de Participação |
| ------------------ | ----- | ----- | ----- | ---- | ---- | ---- | ---- | ---- | -------- | -------------------- |
| Freguesia          |       |       |       |      |      |      |      |      | Votantes | Taxa de Participação |
| Alqueidão da Serra | 39,33 | 16,86 | 20,92 | 6,56 | 4,27 | 2,71 | 1,66 | 1,66 | 961      | 64,54                |
| Alvados e Alcaria  | 54,94 | 16,95 | 10,73 | 5,79 | 2,15 | 2,58 | 2,36 | 1,72 | 466      | 69,66                |
| Arrimal e Mendiga  | 47,10 | 24,42 | 11,29 | 4,07 | 2,75 | 2,44 | 2,34 | 0,51 | 983      | 73,03                |
| Calvaria de Cima   | 33,80 | 27,62 | 18,67 | 5,90 | 3,05 | 2,08 | 2,08 | 1,32 | 1 441    | 67,59                |
| Juncal             | 36,01 | 26,69 | 19,30 | 6,05 | 2,79 | 2,48 | 0,98 | 0,62 | 1 933    | 69,71                |
| Mira de Aire       | 31,07 | 29,41 | 20,71 | 5,39 | 3,37 | 2,12 | 1,66 | 1,76 | 1 931    | 62,55                |
| Pedreiras          | 33,83 | 27,79 | 17,27 | 6,62 | 3,57 | 2,34 | 1,62 | 0,84 | 1 540    | 69,87                |
| Porto de Mós       | 38,95 | 23,81 | 18,18 | 6,43 | 2,66 | 2,31 | 1,66 | 1,17 | 3 499    | 67,04                |
| São Bento          | 48,86 | 32,30 | 5,59  | 3,73 | 2,28 | 2,07 | 0,62 | 1,45 | 483      | 68,71                |
| Serro Ventoso      | 34,22 | 38,27 | 11,99 | 6,00 | 2,47 | 2,29 | 0,88 | 0,53 | 567      | 71,50                |
| Porto de Mós       | 37,63 | 26,06 | 17,39 | 5,90 | 3,00 | 2,33 | 1,61 | 1,14 | 13 804   | 67,62                |

## Lista de Deputados Eleitos
A lista apresentada é conforme a aplicação do Método D'Hondt:
| N.º | Nome                                  | Partido | Partido            | Partido                          | Quociente  |
| --- | ------------------------------------- | ------- | ------------------ | -------------------------------- | ---------- |
| 1   | Ana Margarida Balseiro de Sousa Lopes |         |                    | AD - Coligação PSD/CDS (PPD/PSD) | 98243      |
| 3   | Gabriel Mithá Ribeiro                 |         | Chega              | Chega                            | 61162      |
| 2   | Eurico Brilhante Dias                 |         | Partido Socialista | Partido Socialista               | 50321      |
| 4   | Hugo Patricio Martinho de Oliveira    |         |                    | AD - Coligação PSD/CDS (PPD/PSD) | 49121,5    |
| 5   | Sofia Isabel Carreira                 |         |                    | AD - Coligação PSD/CDS (PPD/PSD) | 32747,6667 |
| 7   | Luis Paulo Pereira Fernandes          |         | Chega              | Chega                            | 30581      |
| 6   | Ana Catarina de Moura Louro           |         | Partido Socialista | Partido Socialista               | 25160,5    |
| 8   | João Paulo Antunes dos Santos         |         |                    | AD - Coligação PSD/CDS (PPD/PSD) | 24560,75   |
| 9   | Cristina Maria Vieira Henriques       |         | Chega              | Chega                            | 20387,3333 |
| 10  | Ricardo António Beato de Carvalho     |         |                    | AD - Coligação PSD/CDS (PPD/PSD) | 19648,6    |